# Australisch tenniskampioenschap 1951
De 39e editie van het Australische grandslamtoernooi, het Australisch tenniskampioenschap 1951, werd gehouden van 20 tot en met 29 januari 1951. Voor de vrouwen was het de 25e editie. Het toernooi werd gespeeld op de grasbanen van het White City Stadium te Sydney.

## Belangrijkste uitslagen
Mannenenkelspel

Finale: Dick Savitt (VS) won van Ken McGregor (Australië) met 6-3, 2-6, 6-3, 6-1
Vrouwenenkelspel

Finale: Nancye Wynne-Bolton (Australië) won van Thelma Coyne-Long (Australië) met 6-1, 7-5
Mannendubbelspel

Finale: Ken McGregor (Australië) en Frank Sedgman (Australië) wonnen van John Bromwich (Australië) en Adrian Quist (Australië) met 11-9, 2-6, 6-3, 4-6, 6-3
Vrouwendubbelspel

Finale: Thelma Coyne-Long (Australië) en Nancye Wynne-Bolton (Australië) wonnen van Joyce Fitch (Australië) en Mary Bevis-Hawton (Australië) met 6-2, 6-1
Gemengd dubbelspel

Finale: Thelma Coyne-Long (Australië) en George Worthington (Australië) wonnen van Clare Proctor (Australië) en Jack May (Australië) met 6-4, 3-6, 6-2
Meisjesenkelspel

Winnares: Mary Carter (Australië)
Meisjesdubbelspel

Winnaressen: Jenny Staley (Australië) en Margaret Wallis (Australië)
Jongensenkelspel

Winnaar: Lew Hoad (Australië)
Jongensdubbelspel

Winnaars: Lew Hoad (Australië) en Ken Rosewall (Australië)
1905 · 1906 · 1907 · 1908 · 1909 · 1910 · 1911 · 1912 · 1913 · 1914 · 1915 · 1916–1918 · 1919 · 1920 · 1921 · 1922 · 1923 · 1924 · 1925 · 1926 · 1927 · 1928 · 1929 · 1930 · 1931 · 1932 · 1933 · 1934 · 1935 · 1936 · 1937 · 1938 · 1939 · 1940 · 1941–1945 · 1946 · 1947 · 1948 · 1949 · 1950 · 1951 · 1952 · 1953 · 1954 · 1955 · 1956 · 1957 · 1958 · 1959 · 1960 · 1961 · 1962 · 1963 · 1964 · 1965 · 1966 · 1967 · 1968
↓ open tijdperk ↓
1969 (m-v-md-vd-gd) · 1970 (m-v-md-vd) · 1971 (m-v-md-vd) · 1972 (m-v-md-vd) · 1973 (m-v-md-vd) · 1974 (m-v-md-vd) · 1975 (m-v-md-vd) · 1976 (m-v-md-vd) · jan 1977 (m-v-md-vd) · dec 1977 (m-v-md-vd) · 1978 (m-v-md-vd) · 1979 (m-v-md-vd) · 1980 (m-v-md-vd) · 1981 (m-v-md-vd) · 1982 (m-v-md-vd) · 1983 (m-v-md-vd) · 1984 (m-v-md-vd) · 1985 (m-v-md-vd) · 1986 · 1987 (m-v-md-vd-gd) · 1988 (m-v-md-vd-gd) · 1989 (m-v-md-vd-gd) · 1990 (m-v-md-vd-gd) · 1991 (m-v-md-vd-gd) · 1992 (m-v-md-vd-gd) · 1993 (m-v-md-vd-gd) · 1994 (m-v-md-vd-gd) · 1995 (m-v-md-vd-gd) · 1996 (m-v-md-vd-gd) · 1997 (m-v-md-vd-gd) · 1998 (m-v-md-vd-gd) · 1999 (m-v-md-vd-gd) · 2000 (m-v-md-vd-gd) · 2001 (m-v-md-vd-gd) · 2002 (m-v-md-vd-gd) · 2003 (m-v-md-vd-gd) · 2004 (m-v-md-vd-gd) · 2005 (m-v-md-vd-gd) · 2006 (m-v-md-vd-gd) · 2007 (m-v-md-vd-gd) · 2008 (m-v-md-vd-gd) · 2009 (m-v-md-vd-gd) · 2010 (m-v-md-vd-gd) · 2011 (m-v-md-vd-gd) · 2012 (m-v-md-vd-gd) · 2013 (m-v-md-vd-gd) · 2014 (m-v-md-vd-gd) · 2015 (m-v-md-vd-gd) · 2016 (m-v-md-vd-gd) · 2017 (m-v-md-vd-gd) · 2018 (m-v-md-vd-gd) · 2019 (m-v-md-vd-gd)  · 2020 (m-v-md-vd-gd) · 2021 (m-v-md-vd-gd) · 2022 (m-v-md-vd-gd) · 2023 (m-v-md-vd-gd) · 2024 (m-v-md-vd-gd) · 2025 (m-v-md-vd-gd)
Lijst van Australian Openwinnaars